# Moșneni (okręg Mehedinți)
Moșneni – wieś w Rumunii, w okręgu Mehedinți, w gminie Florești. W 2011 roku liczyła 163 mieszkańców.